# Видово (Сърбия)
Вижте пояснителната страница за други значения на Видово.
Видово е село в община град Нови пазар, Рашки окръг.
Според преброяването от 2002 г. има 91 души.
Видово е разположено на рида отделящ Новопазарското поле от Дежевска долина. На хълма в съседство на селото се намира известния средновековен манастир (ср.) Джурджеви ступови или на български език – Стълбовете на Свети Георги, който е част от средновековния архитектурно-археологически комплекс Стари Рас.
Единствено в съседното село Войниче преобладават сърбите над бошняците.